# 富山県道253号戸出停車場線
 富山県道253号戸出停車場線（とやまけんどう253ごう といでていしゃじょうせん）とは、富山県高岡市内を通る一般県道（富山県道）である。

## 概要
- 起点：富山県高岡市戸出東町2400[1]（＝JR城端線戸出駅前）
- 終点：富山県高岡市戸出伊勢領川東2501の1[1]（＝伊勢領交差点・国道156号交点、富山県道252号戸出高岡線起点）

## 歴史
- 1960年（昭和35年）4月23日：路線認定[1]。

## 接続道路
- 富山県道9号富山戸出小矢部線（高岡市戸出町3丁目）
- 国道156号、富山県道252号戸出高岡線（高岡市戸出伊勢領・伊勢領交差点：終点）

## 通過する自治体
- 富山県
  - 高岡市

## 周辺
- JR城端線 戸出駅
- 高岡市立戸出体育館
- 富山県立高岡南高等学校
- 戸出福祉会館
- 戸出会館